# Los protectores
Los protectores es una serie de televisión por internet de comedia dramática argentina original de Star+. La historia sigue a tres representantes de fútbol que están casi en bancarrota y deciden aliarse cuando aparece un astro del fútbol. Está protagonizada por Adrián Suar, Andrés Parra, Gustavo Bermúdez, Jorgelina Aruzzi, Mercedes Scápola, Laurita Fernández, Viviana Saccone. En la segunda temporada, Martín Seefeld, Gastón Soffritti y Karina Mazzocco se incorporaron al elenco principal. La primera temporada se estrenó el 9 de marzo de 2022.
Una semana antes de su estreno, Disney confirmó que la serie fue renovada para una segunda temporada, la cual se estrenó el 25 de junio de 2023.

## Sinopsis
La historia se centra en tres representantes de fútbol que se encuentran en decadencia, ya que están en una situación económica difícil y deberán ingeniárselas para salir de la quiebra, formando así una alianza entre los tres, sin embargo, aparecerá una estrella del fútbol internacional y empezarán a disputarse por él hasta que deciden hacer una unión transitoria: un trabajo de protectores.

## Elenco

### Principal
- Adrián Suar como Renzo "Mago" Magoya
- Andrés Parra como Reynaldo "Colombia" Morán
- Gustavo Bermúdez como Carlos "Conde" Mendizábal
- Martín Seefeld como Ernesto Cartens (Temporada 2)
- Jorgelina Aruzzi como Nora Magoya
- Mercedes Scápola como Nancy Argüello (Temporada 1)
- Laurita Fernández como Paula Podestá (Temporada 1)
- Viviana Saccone como Luli Romano (Temporada 1)
- Gastón Soffritti como Axel Cartens (Temporada 2)
- Karina Mazzocco como Pamela Cartens (Temporada 2)

### Secundario
- Lautaro Rodríguez como Marcio Pérez
- Abril Di Yorio como Sofía Magoya
- Macarena Paz como Marina Álvarez (Temporada 1)
- Gabriel Schultz como Gabriel "Gabucho" Aristamendi (Temporada 1)
- Yayo Guridi como "Pinza"
- Carla Pandolfi como Eli (Temporada 1)
- Victoria Hoyos como Estela (Temporada 1)
- Agustina Benavides como Candelaria Mendizábal
- Iair Said como Mauro "Lolo"

### Participaciones
| Temporada 1 - Adriana Salonia como Cinthia - Joaquín Berthold como "Tuti" - Diego Pérez como Ricardo Guzmán - El Polaco como "Relámpago" - Nazarena Vélez como Betty - Karina como Ella misma - Pablo Mónaco como "Titi" Calderón - Fabián Arenillas como Alfredo Álvarez - Luciano Cáceres como "Hiena" Andrada - Johanna Francella como Sandra - Sebastián Vignolo como Él mismo - Gustavo Garzón como Horacio Galarza - Alfredo Allende como Carlo | Temporada 2 - Lionel Messi como Él mismo - Mario Alarcón como Rodolfo Mussolini - Chema Tena como Francisco Ponce De León - Annasofía Facello como Michel "Mechi" - Natalia D'Alena como Tamy - Bruno Giganti como "Macho" |

## Temporadas y episodios
| Temporada | Temporada | Episodios | Episodios | Lanzamiento original | Lanzamiento original |
| --------- | --------- | --------- | --------- | -------------------- | -------------------- |
|           | 1         | 8         | 8         | 9 de marzo de 2022   | 9 de marzo de 2022   |
|           | 2         | 7         | 7         | 25 de junio de 2023  | 25 de junio de 2023  |

### Primera temporada (2022)
| N.º en serie | N.º en temp. | Título                  | Dirigido por     | Escrito por                    | Fecha de lanzamiento original |
| ------------ | ------------ | ----------------------- | ---------------- | ------------------------------ | ----------------------------- |
| 1            | 1            | «Perdidos y salvados»   | Marcos Carnevale | Marcos Carnevale y Adrián Suar | 9 de marzo de 2022            |
| 2            | 2            | «Protectores S.A.»      | Marcos Carnevale | Marcos Carnevale y Adrián Suar | 9 de marzo de 2022            |
| 3            | 3            | «Doble de riesgo»       | Marcos Carnevale | Marcos Carnevale y Adrián Suar | 9 de marzo de 2022            |
| 4            | 4            | «Boda argenta»          | Marcos Carnevale | Marcos Carnevale y Adrián Suar | 9 de marzo de 2022            |
| 5            | 5            | «Lo prometido es deuda» | Marcos Carnevale | Marcos Carnevale y Adrián Suar | 9 de marzo de 2022            |
| 6            | 6            | «Antidoping»            | Marcos Carnevale | Marcos Carnevale y Adrián Suar | 9 de marzo de 2022            |
| 7            | 7            | «El único y último gol» | Marcos Carnevale | Marcos Carnevale y Adrián Suar | 9 de marzo de 2022            |
| 8            | 8            | «El final»              | Marcos Carnevale | Marcos Carnevale y Adrián Suar | 9 de marzo de 2022            |

### Segunda temporada (2023)
| N.º en serie | N.º en temp. | Título                                | Dirigido por | Escrito por      | Fecha de lanzamiento original |
| ------------ | ------------ | ------------------------------------- | ------------ | ---------------- | ----------------------------- |
| 9            | 1            | «La caída»                            | Jorge Nisco  | Marcos Carnevale | 25 de junio de 2023           |
| 10           | 2            | «La venganza»                         | Jorge Nisco  | Marcos Carnevale | 25 de junio de 2023           |
| 11           | 3            | «El ducto»                            | Jorge Nisco  | Marcos Carnevale | 25 de junio de 2023           |
| 12           | 4            | «Descubiertos»                        | Jorge Nisco  | Marcos Carnevale | 25 de junio de 2023           |
| 13           | 5            | «A cada santo le llega su San Martín» | Jorge Nisco  | Marcos Carnevale | 25 de junio de 2023           |
| 14           | 6            | «Entre narcos y mentirosos»           | Jorge Nisco  | Marcos Carnevale | 25 de junio de 2023           |
| 15           | 7            | «Terminar para empezar»               | Jorge Nisco  | Marcos Carnevale | 25 de junio de 2023           |

## Desarrollo

### Producción
En septiembre de 2020, se informó que la serie originalmente iba a ser producida por Pol-ka, pero debido a la crisis económica de la productora, la misma decidió vender los derechos de la ficción a Disney+ Latinoamérica, ya que la misma necesitaba producir nuevos contenidos para su plataforma, por lo cual, ordenaron a la empresa Kapow como la responsable de llevar adelante la producción de la serie. Ese mismo mes, Suar confirmó en una entrevista radial que la serie trataría temas sobre el ambiente futbolero, la cual contaría con 10 capítulos dirigidos y guionados por Marcos Carnevale. En marzo del mismo año, se confirmó que la serie se vería por el catálogo de Star+, una plataforma hermana de Disney, cuyo contenido está dirigido para la población adulta.
Para la segunda temporada, se confirmó que el director sería Jorge Nisco y que Carnevale regresaría solamente en el rol de guionista.

### Rodaje
Las grabaciones de la serie comenzaron en noviembre de 2020 en la provincia de Buenos Aires, donde empezaron a turnarse de a dos a tres actores para grabar las escenas y cada tres días se hisoparon todos los actores para respetar los protocolos de sanidad, debido a la pandemia por COVID-19. La fotografía principal de la segunda temporada comenzó a fines de febrero del 2022 y concluyó en junio de ese año.

### Casting
En septiembre de 2020, se anunció que Adrián Suar, Gustavo Bermúdez y Andrés Parra serían los tres protagonistas de la serie, poniéndose en la piel de tres representantes de fútbol en bancarrota. En octubre de ese año, se informó que Jorgelina Aruzzi se había sumado a la serie como una de las co-protagonisatas. En noviembre del mismo año, se comunicó que Laurita Fernández se unió al elenco principal para interpretar a la pareja del personaje de Suar. Ese mismo mes, se anunció que Adriana Salonia, Viviana Saccone, Mercedes Scápola y Carla Pandolfi se integraron al elenco en papeles de soporte.
En febrero del 2022, se confirmó que Martín Seefeld se unió al elenco para su segunda temporada y que Fernández no regresaría con su papel debido a otros compromisos laborales. Poco después, se anunció que Gastón Soffritti y Karina Mazzocco formaban parte del elenco; y que el jugador de fútbol Lionel Messi participaría como estrella invitada en un episodio.

## Lanzamiento
La serie tuvo su preestreno en El trece emitiendo sus primeros dos episodios el 7 y 8 de marzo de 2022 a las 21:00 hs. En su primera emisión en televisión abierta midió 7.6 de rating y su segundo episodio marcó 7.3 de promedio en audiencia. El 9 de marzo de ese año, se estrenó la primera temporada completa en Star+.

## Recepción

### Comentarios de la crítica
En una reseña para el periódico Clarín, Graciela Guiñazú comentó que la serie «es una combinación que trasciende los estereotipos» y que además presenta un «interesante intercambio de personalidades», lo cual la hace muy atractiva.

### Premios y nominaciones
| Lista de premios y nominaciones | Lista de premios y nominaciones | Lista de premios y nominaciones                  | Lista de premios y nominaciones | Lista de premios y nominaciones | Lista de premios y nominaciones |
| Año                             | Organización                    | Categoría                                        | Nominado/a(s)                   | Resultado                       | Ref(s)                          |
| ------------------------------- | ------------------------------- | ------------------------------------------------ | ------------------------------- | ------------------------------- | ------------------------------- |
| 2022                            | Produ Awards                    | Mejor serie de comedia                           | Los protectores                 | Nominado                        | [ 22 ]                          |
| 2022                            | Produ Awards                    | Mejor actor principal - Serie de comedia         | Adrián Suar                     | Nominado                        | [ 22 ]                          |
| 2022                            | Produ Awards                    | Mejor actor principal - Serie de comedia         | Andrés Parra                    | Nominado                        | [ 22 ]                          |
| 2022                            | Produ Awards                    | Mejor actor principal - Serie de comedia         | Gustavo Bermúdez                | Nominado                        | [ 22 ]                          |
| 2022                            | Produ Awards                    | Mejor guion - Serie                              | Marcos Carnevale                | Nominado                        | [ 22 ]                          |
| 2023                            | Premios Cóndor de Plata         | Mejor actriz protagonista en comedia y/o musical | Jorgelina Aruzzi                | Nominada                        | [ 23 ]                          |